# Zgłowy
Zgłowy (zapis stylizowany: ZGŁOWY) – szósty album studyjny polskiego piosenkarza Krzysztofa Zalewskiego. Został wydany 27 września 2024 nakładem wydawnictwa Kayax.
Został nagrodzony Fryderykiem 2025 w kategorii album roku rock & blues.

## Promocja

### Single
Pierwszy singel promujący album, „Zgłowy”, został wydany 21 maja 2024 wraz z teledyskiem w reżyserii Michała Sierakowskiego.
Drugi singel, „Kochaj”, został wydany 24 maja 2024 wraz z teledyskiem w reżyserii Michała Sierakowskiego.
Trzeci singel, „Roboty”, został wydany 2 sierpnia 2024 wraz z teledyskiem w reżyserii Macieja Dydyńskiego.
Czwarty singel, „Edith Piaf”, został wydany 27 września 2024 wraz z teledyskiem w reżyserii Tymona Nogalskiego.
Piąty singel, „Nastolatek”, został wydany 21 lutego 2025 wraz z teledyskiem w reżyserii Bartosza Mielocha, nagranym podczas koncertu w Warszawie w ramach trasy Zgłowy Tour.

### Występy na żywo

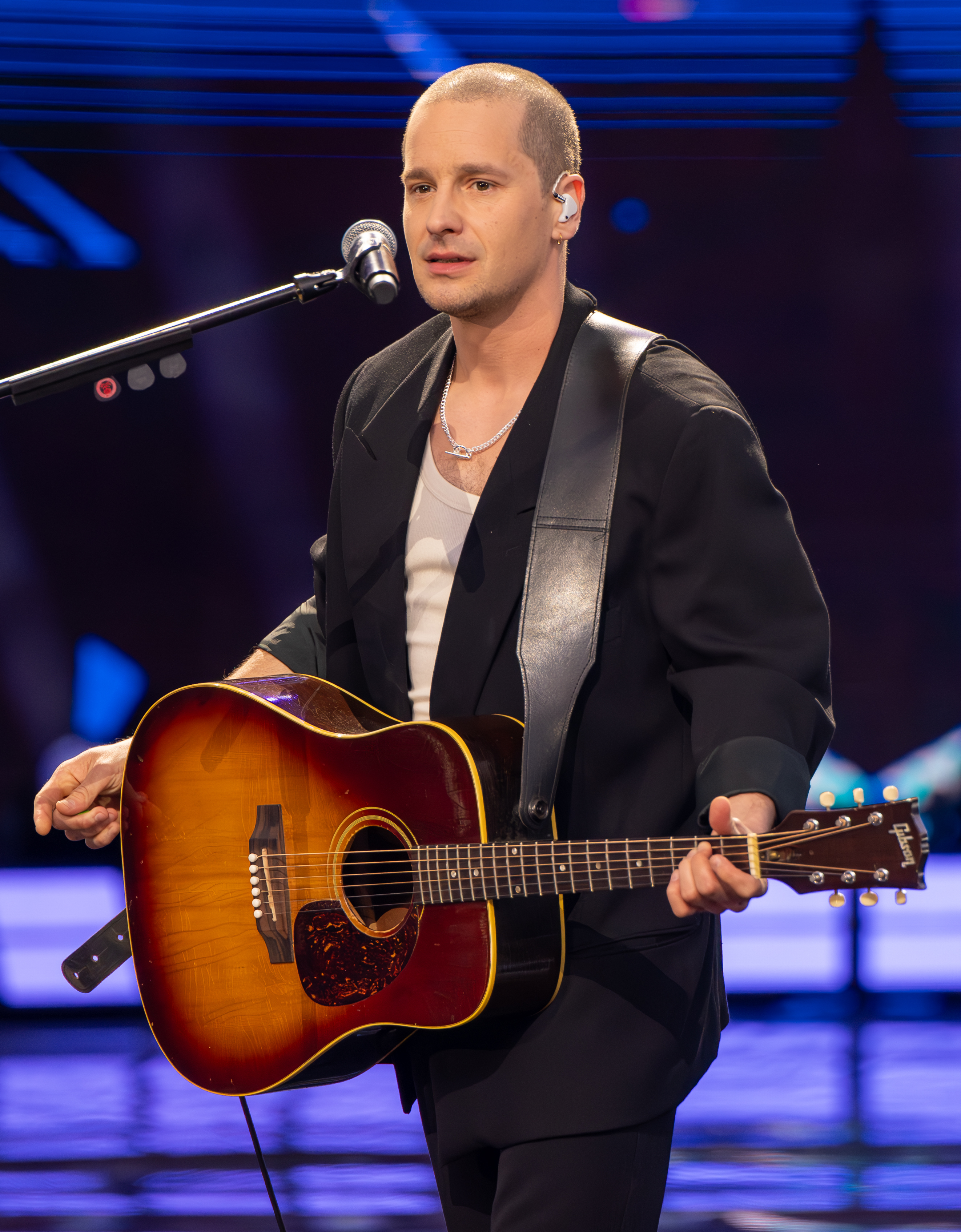
Zalewski podczas występu na Polsat Hit Festiwalu 2024

25 maja 2024 Zalewski wykonał utwór „Kochaj” podczas koncertu Debiutowali w Polsacie na Polsat Hit Festiwalu 2024 w Sopocie, emitowanym przez Polsat. 1 czerwca 2024 zaprezentował go podczas koncertu Superjedynek na LXI Krajowym Festiwalu Piosenki Polskiej w Opolu, transmitowanym przez TVP1. 4 lipca 2024 zagrał na Open’er Festivalu. 20 sierpnia 2024 wykonał „Roboty” podczas koncertu Cudowne lata ’90 na Top of the Top Sopot Festivalu 2024, emitowanym przez TVN. 6 października 2024 dał w Warszawie plenerowy występ z singlem „Edith Piaf”, emitowany w programie TVN Dzień dobry TVN. 29 listopada 2024 TVP2 wyemitowała koncert, który zagrał w ramach cyklu Muzyka na dobry wieczór. 18 lutego 2025 wykonał z Marią Peszek „Zgłowy” podczas ceremonii Bestsellerów Empiku 2024, transmitowanej przez TVN. 5 kwietnia 2025 wykonał „Zgłowy” i „Nastolatka” podczas gali Fryderyków 2025, emitowanej przez TVP2.
30 października 2024 na kanale Zalewskiego w serwisie YouTube zaczęły być publikowane występy na żywo z utworami z albumu, nagrane w ramach kampanii promocyjnej sieci kawiarni Costa Coffee pod tytułem Rozbudź kreatywność.

### Trasa koncertowaZgłowy Tour
24 maja 2024 Zalewski ogłosił promującą album trasę koncertową Zgłowy Tour. Była to jego pierwsza trasa obejmująca tylko hale sportowo-widowiskowe.
| Data              | Miejscowość | Państwo | Obiekt              |
| ----------------- | ----------- | ------- | ------------------- |
| 22 listopada 2024 | Poznań      | Polska  | Pawilon 3A MTP      |
| 1 grudnia 2024    | Gdańsk      | Polska  | Ergo Arena          |
| 8 grudnia 2024    | Kraków      | Polska  | Tauron Arena Kraków |
| 12 grudnia 2024   | Wrocław     | Polska  | Hala Stulecia       |
| 19 grudnia 2024   | Warszawa    | Polska  | Hala Torwar         |
| 22 grudnia 2024   | Katowice    | Polska  | Spodek              |

### Trasa koncertowaZgłowy nie można wyjść Tour
23 grudnia 2024 Zalewski ogłosił drugą promującą album trasę koncertową, Zgłowy nie można wyjść Tour.
| Data          | Miejscowość      | Państwo  | Obiekt                                 |
| ------------- | ---------------- | -------- | -------------------------------------- |
| 1 marca 2025  | Szczecin         | Polska   | Filharmonia im. Mieczysława Karłowicza |
| 8 marca 2025  | Dąbrowa Górnicza | Polska   | Pałac Kultury Zagłębia                 |
| 9 marca 2025  | Bydgoszcz        | Polska   | Opera Nova                             |
| 14 marca 2025 | Gdańsk           | Polska   | Stary Maneż                            |
| 15 marca 2025 | Poznań           | Polska   | Centrum Kultury Zamek                  |
| 23 marca 2025 | Haga             | Holandia | PAARD                                  |
| 29 marca 2025 | Warszawa         | Polska   | Stodoła                                |
| 30 marca 2025 | Oława            | Polska   | OWE Odra                               |

## Lista utworów
Autorem wszystkich tekstów jest Krzysztof Zalewski.
| Lista utworów edycji kompaktowej i cyfrowej | Lista utworów edycji kompaktowej i cyfrowej | Lista utworów edycji kompaktowej i cyfrowej                                    | Lista utworów edycji kompaktowej i cyfrowej | Lista utworów edycji kompaktowej i cyfrowej |
| Nr                                          | Tytuł utworu                                | Muzyka                                                                         | Produkcja                                   | Długość                                     |
| ------------------------------------------- | ------------------------------------------- | ------------------------------------------------------------------------------ | ------------------------------------------- | ------------------------------------------- |
| 1.                                          | „Zgłowy”                                    | Krzysztof Zalewski                                                             | Andrzej Markowski · Krzysztof Zalewski      | 3:49                                        |
| 2.                                          | „Kochaj”                                    | Krzysztof Zalewski · Andrzej Markowski                                         | Andrzej Markowski · Andrzej Smolik          | 3:23                                        |
| 3.                                          | „Edith Piaf”                                | Andrzej Markowski · Krzysztof Zalewski                                         | Andrzej Markowski · Krzysztof Zalewski      | 3:41                                        |
| 4.                                          | „Nastolatek”                                | Andrzej Markowski · Krzysztof Zalewski · Szymon Paduszyński                    | Andrzej Markowski                           | 4:47                                        |
| 5.                                          | „Roboty”                                    | Krzysztof Zalewski · Andrzej Markowski · Szymon Paduszyński · Bolesław Wilczek | Andrzej Markowski · Krzysztof Zalewski      | 2:59                                        |
| 6.                                          | „Uciekaj”                                   | Krzysztof Zalewski                                                             | Andrzej Markowski · Krzysztof Zalewski      | 3:55                                        |
| 7.                                          | „O deszczu”                                 | Andrzej Markowski · Krzysztof Zalewski                                         | Andrzej Markowski · Krzysztof Zalewski      | 5:47                                        |
| 8.                                          | „Nienasycenie”                              | Krzysztof Zalewski                                                             | Andrzej Markowski · Krzysztof Zalewski      | 3:49                                        |
| 9.                                          | „Mamo”                                      | Krzysztof Zalewski · Andrzej Markowski                                         | Andrzej Markowski                           | 3:51                                        |
| 10.                                         | „Sztormy i ulewy”                           | Andrzej Markowski · Krzysztof Zalewski                                         | Andrzej Markowski                           | 4:00                                        |
| 11.                                         | „Da Capo al Fine”                           | Krzysztof Zalewski                                                             | Andrzej Markowski                           | 0:45                                        |
|                                             |                                             |                                                                                |                                             | 40:46                                       |

| Lista utworów edycji winylowej (strona A) | Lista utworów edycji winylowej (strona A) | Lista utworów edycji winylowej (strona A)                   | Lista utworów edycji winylowej (strona A) | Lista utworów edycji winylowej (strona A) |
| Nr                                        | Tytuł utworu                              | Muzyka                                                      | Produkcja                                 | Długość                                   |
| ----------------------------------------- | ----------------------------------------- | ----------------------------------------------------------- | ----------------------------------------- | ----------------------------------------- |
| 1.                                        | „Zgłowy”                                  | Krzysztof Zalewski                                          | Andrzej Markowski · Krzysztof Zalewski    | 3:49                                      |
| 2.                                        | „Kochaj”                                  | Krzysztof Zalewski · Andrzej Markowski                      | Andrzej Markowski · Andrzej Smolik        | 3:23                                      |
| 3.                                        | „Edith Piaf”                              | Andrzej Markowski · Krzysztof Zalewski                      | Andrzej Markowski · Krzysztof Zalewski    | 3:41                                      |
| 4.                                        | „Nastolatek”                              | Andrzej Markowski · Krzysztof Zalewski · Szymon Paduszyński | Andrzej Markowski                         | 4:47                                      |
| 5.                                        | „Uciekaj”                                 | Krzysztof Zalewski                                          | Andrzej Markowski · Krzysztof Zalewski    | 3:55                                      |
|                                           |                                           |                                                             |                                           | 19:35                                     |

| Lista utworów edycji winylowej (strona B) | Lista utworów edycji winylowej (strona B) | Lista utworów edycji winylowej (strona B)                                      | Lista utworów edycji winylowej (strona B) | Lista utworów edycji winylowej (strona B) |
| Nr                                        | Tytuł utworu                              | Muzyka                                                                         | Produkcja                                 | Długość                                   |
| ----------------------------------------- | ----------------------------------------- | ------------------------------------------------------------------------------ | ----------------------------------------- | ----------------------------------------- |
| 1.                                        | „Roboty”                                  | Krzysztof Zalewski · Andrzej Markowski · Szymon Paduszyński · Bolesław Wilczek | Andrzej Markowski · Krzysztof Zalewski    | 2:59                                      |
| 2.                                        | „O deszczu”                               | Andrzej Markowski · Krzysztof Zalewski                                         | Andrzej Markowski · Krzysztof Zalewski    | 5:47                                      |
| 3.                                        | „Nienasycenie”                            | Krzysztof Zalewski                                                             | Andrzej Markowski · Krzysztof Zalewski    | 3:49                                      |
| 4.                                        | „Mamo”                                    | Krzysztof Zalewski · Andrzej Markowski                                         | Andrzej Markowski                         | 3:51                                      |
| 5.                                        | „Sztormy i ulewy”                         | Andrzej Markowski · Krzysztof Zalewski                                         | Andrzej Markowski                         | 4:00                                      |
| 6.                                        | „Da Capo al Fine”                         | Krzysztof Zalewski                                                             | Andrzej Markowski                         | 0:45                                      |
|                                           |                                           |                                                                                |                                           | 21:11                                     |

## Personel
Opracowano na podstawie danych na albumie i w serwisie Tidal oraz informacji prasowych.
| Muzycy - Krzysztof Zalewski – śpiew, gitara, instrumenty klawiszowe, wokal wspierający - Marcin Bors – gitara („Sztormy i ulewy”) - Andrzej Markowski – gitara basowa, instrumenty klawiszowe, wokal wspierający - Szymon Paduszyński – gitara elektryczna, wokal wspierający - Andrzej Smolik – instrumenty klawiszowe, wokal wspierający - Bolesław Wilczek – instrumenty perkusyjne, wokal wspierający - Stokłosa Collective Orchestra - Kinga Bacik – wiolonczela - Agnieszka Klahs – altówka - Magdalena Kozber-Żarów – wiolonczela - Sara Malinowska – skrzypce - Klaudia Maliszewska – skrzypce - Dorota Oloszkowicz – skrzypce - Sara Rajewska-Syska – skrzypce - Monika Sobkiewicz-Hirsch – skrzypce - Jan Stokłosa – aranżacja - Adrianna Wadoń – skrzypce - Kamil Walasek – altówka - Chór dzieci z Sopockiego Teatru Muzycznego Baabus Musicalis pod kierownictwem Jadwigi Kościk | Produkcja - Krzysztof Zalewski – produkcja muzyczna - Marcin Bors – miksowanie, mastering - Tomasz Budkiewicz – realizacja nagrań - Andrzej Markowski – produkcja muzyczna - Łukasz Sieraczki – realizacja nagrań - Andrzej Smolik – superwizja produkcji, realizacja nagrań, produkcja muzyczna („Kochaj”) Oprawa graficzna - Dominika Jaruga – fotografia - Tomasz Kuczma – logo i wzór - Joanna Saloni – projekt graficzny |

Nagrania odbyły się w studiach Tall Pine Records i S4.

## Pozycje na listach sprzedaży
| Notowanie                | Najwyższa pozycja | Źr.    |
| ------------------------ | ----------------- | ------ |
| OLiS                     | 2                 | [ 23 ] |
| OLiS – albumy fizycznie  | 1                 | [ 24 ] |
| OLiS – albumy w streamie | 19                | [ 25 ] |
| OLiS – albumy – winyle   | 1                 | [ 26 ] |

| Notowanie               | Najwyższa pozycja | Źr.    |
| ----------------------- | ----------------- | ------ |
| OLiS – albumy fizycznie | 39                | [ 27 ] |
| OLiS – albumy – winyle  | 73                | [ 28 ] |